# Луджейн аль-Газлуль
Лоуджайн аль-Газлуль (араб. لجين الهذلول; нар. 31 червня 1989, Джидда) — громадська діячка, дисидентка, феміністка Саудівської Аравії.

## Біографія
Лоуджайн аль-Газлуль народилася 31 червня 1989 року в місті Джидда. Закінчила університет Британської Колумбії.
Широку популярність отримала в грудні 2014 року, коли була заарештована за управління автомобілем (у країні жінкам заборонено сідати за кермо автомобіля). Лоуджайн аль-Газлуль провела у в'язниці близько двох місяців. Її вчинок дав поштовх громадській дискусії про право жінок на керування автомобілем.
У 2015 році увійшла в щорічний список ста найбільш впливових арабських жінок за версією Arabian Business Magazine. Визнана в'язнем сумління міжнародною правозахисною організацією «Емнесті Інтернешнл».
4 червня 2017 року Лоуджайн аль-Газлуль затримана поліцією в аеропорту короля Фахда в Даммамі. Причина арешту в даний час не розголошується, влада країни не дозволила їй звернутися до свого адвоката або зв'язатися з її сім'єю.
Звільнена з в'язниці 10 лютого 2021 року.